# Nadejda Rosxina
Nadejda Rosxina (rus: Надежда Николаевна Рощина)  (Staraia Porubiojka, 30 de juny de 1954) és una ex-remadora russa que va competir sota bandera soviètica durant la dècada de 1970.
El 1976 va prendre part en els Jocs Olímpics de Mont-real, on guanyà la medalla de plata en la competició del vuit amb timoner del programa de rem.